# 기적 (1967년 영화)
《기적》은 1967년에 개봉한 대한민국의 영화이다.

## 캐스팅
- 최무룡 : 박석구 역
- 남정임 : 지연 역
- 이순재 : 목격자 역
- 최봉: 형사 A 역
- 박기택 : 형사 B 역
- 석금성 : 노녀 역
- 임선자 : 산모 역